# Inspector Clouseau
L'Inspector en Cap Jacques Clouseau (anteriorment Inspector) és un personatge de ficció de la sèrie de pel·lícules de La Pantera Rosa, de Blake Edwards. En la majoria de les pel·lícules és interpretat per Peter Sellers, excepte a  Inspector Clouseau  on va ser interpretat per Alan Arkin i La maledicció de la Pantera Rosa on va ser interpretat per Roger Moore en un cameo. A The Pink Panther de 2006 i The Pink Panther 2 de 2009, és interpretat per Steve Martin.
També és el protagonista d'una sèrie de curts animats inspirada en les pel·lícules. Encara que a l'Inspector de la sèrie animada de finals dels anys 1960 mai no se li va donar un nom, està clarament basat en Clouseau. Tanmateix, les versions animades de l'Inspector Clouseau des dels anys 1970 han estat redissenyades per semblar-se més a Sellers, i més recentment a Martin.

## El personatge

### Informació general
Clouseau és un inspector matusser i incompetent de la Sûreté francesa, les investigacions del qual sempre estan marcades pel caos, la destrucció, els desastres i accidents causats en gran manera per ell mateix. Els seus matussers intents de resoldre els casos condueixen amb freqüència a la desgràcia per a ell i per als altres. A la pel·lícula de 1976 La Pantera Rosa torna a atacar, ni tan sols pot entrevistar els testimonis d'un crim sense caure per unes escales, atrapar-se la mà en un guant medieval i en un gerro, colpejar un testimoni deixant-lo sense sentit (i sense veu), destruir un piano de gran valor i disparar a un altre oficial en el cul. Clouseau tampoc no és gaire intel·ligent, i sol seguir una teoria completament estúpida del crim, resolent el cas només per casualitat. La seva incompetència, bestiesa i estupidesa, el fet que normalment té raó i la seva extraordinària habilitat per escapar de situacions perilloses són suficients per acabar transformant el seu directe superior (l'anterior Inspector Cap Dreyfus) en un psicòpata homicida, fins al punt que arriba a crear una poderosa màquina i amenaça de destruir el món en un desesperat intent d'acabar amb Clouseau.
Independentment de la seva limitada capacitat, resol els seus casos amb èxit i descobreix els autèntics culpables, encara que aquest èxit es produeixi completament per casualitat. Per això, és ascendit a Inspector en Cap al llarg de la sèrie, i és considerat per altres personatges que no el coneixen bé com el millor detectiu de França, mentre que els personatges amb qui es troba s'adonen ràpidament de la seva incompetència i limitacions. És tremendament egocèntric i presumptuós; malgrat les seves nombroses fallades, sembla estar convençut de ser un brillant policia destinat a tenir èxit i ascendir al llarg de l'escalafó de la Sûreté. Malgrat això, Clouseau sembla també adonar-se que no és la persona més brillant i competent, ja que s'avergonyeix notablement i s'afanya a deixar de costat els seus actes de bestiesa més extrems amb frases com "Ja ho sé", i tracta de mantenir-se elegant i refinat independentment de la calamitat que hagi acabat de causar.
En les versions de Steve Martin, malgrat ser excèntric, arrogant i amb tendència als accidents, és molt més competent i intel·ligent que a les pel·lícules originals, sent capaç de deduir al final qui és el criminal causant dels delictes comesos.
L'Inspector en Cap Clouseau és un patriota francès, sent el seu país la seva principal prioritat. Les pel·lícules posteriors revelen que havia lluitat en la Resistència francesa durant la Segona Guerra Mundial. És propens a l'enamorament (una cosa que sovint és recíproca) des que va ser enganyat per Sir Charles Lytton. Se sent confós pels travestis, als que es refereix com "Senyor o senyora".
Sellers va dir en diverses entrevistes que el secret del personatge de Clouseau és el seu enorme ego. El seu exemple favorit de l'ego de Clouseau és que, cada vegada que algú deia: "Trucada per a l'Inspector Clouseau", Clouseau responia: "Ah, sí, és per a MI. Sellers va mantenir que l'ego de Clouseau és el que va fer al personatge més divertit, a causa del seu afany per continuar romanent elegant i refinat al mateix temps que provocava el caos allà on anava.
Quan era interpretat per Sellers, l'accent francès de Clouseau es va fer cada vegada més exagerat a les pel·lícules successives, per exemple, pronunciant "room" (habitació) com "reum, "Pope" (Papa) com "Peup ", "bomb" (bomba) com "beumb" i "bumps" (cops) com "beumps"), i un gag recurrent de les pel·lícules és que fins i tot els personatges francesos tenen dificultats per entendre el que està dient. L'accent va poder estar inspirat per un comentari d'un director cinematogràfic francès, que va pronunciar la paraula "house" (casa) com "arse", que en anglès significa "cul" quan estava parlant amb un dels companys de Sellers a The Goon Show, Michael Bentine, durant un sopar.
Gran part de l'humor es perdia en el doblatge francès: per mantenir la caracterització de Sellers, en el doblatge se li va donar una veu nasal i d'estrany so. A més, Clouseau se'l coneix per més noms a més d'"Inspector Clouseau", o "Clouseau". Clouseau de vegades es fa cridar pel seu àlies, el Professor "Guy Gadbois", que amb l'accent de Clouseau s'entén com "Gie Gadwaa".
En les seves primeres aparicions Clouseau era, només lleugerament, menys inepte i còmic; algunes de les característiques descrites no van ser afegides fins als anys 1970.

### Pel·lícules
En la majoria de les pel·lícules, el personatge va ser interpretat per Peter Sellers. En vida de Sellers només va ser exercida per un altre actor, Alan Arkin, però ni aquesta ni les que es van filmar després de la seva mort no van tenir el mateix èxit, per la qual cosa el paper està lligat a l'actor.

#### La Pantera Rosa(1963)
Jacques Clouseau fa la seva primera aparició a la pel·lícula La Pantera Rosa , de 1963. En aquesta pel·lícula, el paper principal és el de David Niven com Sir Charles Lytton, àlies "El Fantasma", un misteriós lladre de joies, i el seu pla de robar el diamant anomenat La pantera rosa. L'inspector Clouseau només té un paper secundari com l'incompetent antagonista de Lytton, i proporciona l'element còmic de la pel·lícula. Tanmateix, després de l'estrena de la pel·lícula, al públic li va agradar molt més el personatge de Clouseau, per la qual cosa les següents pel·lícules van estar protagonitzades totalment per ell.
A diferència de totes les altres pel·lícules, Clouseau està casat. La seva esposa, Simone (Capucine), sense saber-ho Clouseau, és l'amant de Sir Charles i l'ajuda en els seus crims.

#### El nou cas de l'inspector Clouseau(1964)
El nou cas de l'inspector Clouseau, (A Shot in the Dark) està basada en una obra de teatre en la qual es va incloure el personatge de Clouseau. En aquesta pel·lícula, Sellers va començar a utilitzar l'exagerat accent francès que es convertiria en un tret característic del personatge. També fan la seva primera aparició el cap de Clouseau, el comissari Charles Dreyfus (Herbert Lom), que sovint acaba embogint per les ficades de pota de Clouseau, i el seu sofert servent, Cato Fong (Burt Kwouk), que és instruït per Clouseau per atacar-lo quan menys ho esperi per mantenir els seus reflexos en forma.
Sellers va deixar d'interpretar el personatge després d'aquesta pel·lícula, i només va tornar a  La Pantera Rosa torna  (1975) i les següents seqüeles.

#### Inspector Clouseau(1968)
Quan el personatge va reaparèixer a la pel·lícula Inspector Clouseau, el 1968, va ser interpretat per l'actor estatunidenc Alan Arkin. Ni Sellers ni Edwards no van participar en aquesta pel·lícula (en aquella època, ambdós estaven treballant a La festa, durant el rodatge del qual hi va haver una relació molt tensa entre ells i després del qual van decidir no treballar junts durant diversos anys). Els crèdits de la pel·lícula, animats per DePatie-Freleng Enterprises, inclouen el personatge de L'Inspector de la sèrie de curtmetratges animats del mateix nom.

#### La Pantera Rosa torna(1975)
La pel·lícula de 1968 va semblar haver tingut un fort impacte en el personatge de Clouseau, particularment en la seva manera de vestir. Els crèdits inicials van ser animats per Richard Williams, i la pel·lícula presenta a Clouseau de nou tractant de recuperar el diamant 'La pantera rosa' robat per "El Fantasma".

#### La Pantera Rosa torna a atacar(1976)
La Pantera Rosa torna a atacar continua la història partint del final de La Pantera Rosa torna, amb Dreyfus convertit en un dement que crea un sindicat criminal i construeix una màquina destructora per fer xantatge al món a fi de matar Clouseau. Escenes d'arxiu d'aquesta pel·lícula es van utilitzar per incloure a Sellers a Darrere la pista de la Pantera Rosa. Els crèdits inicials van ser animats de nou per Richard Williams.

#### La venjança de la Pantera Rosa(1978)
Segons els comentaris del DVD de La Pantera Rosa torna, Sellers i Edwards tenien intenció de produir una sèrie de televisió britànica basada en Clouseau, però va acabar realitzant-se una nova pel·lícula, La venjança de la Pantera Rosa, que ignora la mort de Dreyfus al final de l'anterior pel·lícula i presenta a Clouseau investigant una conspiració per assassinar-lo, després que un criminal travesti és assassinat per error al seu lloc. La pel·lícula va tenir èxit i va fer que es planegessin més pel·lícules després de la mort de Sellers el 1980; diverses biografies de Sellers revelen que estava treballant en la preproducció d'una nova pel·lícula de Clousea poc abans de la seva mort.

#### Darrere la pista de la Pantera Rosa(1982)
Blake Edwards va tractar de continuar amb les aventures de Clouseau malgrat haver perdut l'actor que ho interpretava. La pel·lícula Darrere la pista de la Pantera Rosa, estrenada el 1982, dos anys després de la mort de Sellers, va utilitzar escenes d'arxiu descartades de les pel·lícules anteriors per incloure a Clouseau en una nova història en la qual una reportera (interpretada per Joanna Lumley) investiga la misteriosa desaparició de Clouseau. En la seva investigació entrevista personatges de les pel·lícules anteriors, i coneix el pare de Clouseau, igualment inepte, interpretat per Richard Mulligan.

#### La maledicció de la Pantera Rosa(1983)
La seqüela immediatament posterior a Darrere la pista de la Pantera Rosa, La maledicció de la Pantera Rosa , revela que Clouseau es va sotmetre a cirurgia plàstica per canviar la seva aparença; el personatge apareix breument en un cameo interpretat per Roger Moore. La pel·lícula no va tenir gaire èxit, per la qual cosa la saga (i el personatge) va ser retirada.

#### El fill de la Pantera Rosa(1993)
Malgrat el fracàs de La maledicció de la Pantera Rosa, Edwards va tractar de ressuscitar la saga una dècada després amb El fill de la Pantera Rosa, en la que es descobreix que Clouseau va tenir un fill il·legítim amb Maria Gambrelli (un personatge que va aparèixer a A Shot in the Dark ). El fill de Clouseau, Jacques Jr., va ser interpretat per Roberto Benigni i té una germana bessona, Jacqueline, interpretada per l'esposa de Benigni Nicoletta Braschi. Jacques Jr. tracta de seguir els passos del seu pare en el treball policial, però sembla haver heretat la seva incompetència i ineptitud.

#### The Pink Panther(2006)
La interpretació de Clouseau per Steve Martin a The Pink Panther és considerat un reboot del personatge. La pel·lícula dona un origen a la seva condició d'inspector: sent originalment un inepte policia, és ascendit per l'Inspector en cap Dreyfus perquè sigui l'investigador oficial d'un mediàtic cas d'assassinat, que Dreyfus pugui desenvolupar la seva pròpia investigació de forma encoberta, i així no arriscar-se si no aconsegueix res. Tanmateix, la pel·lícula es planteja amb una continuïtat diferent: el Clouseau de Martin és considerablement més gran que el de Sellers, i malgrat que la història plantejada té lloc abans que la de  la primera pel·lícula , es desenvolupa en l'època actual.
A més, en aquesta pel·lícula, malgrat la seva ineptitud, el Clouseau de Martin no sembla totalment incompetent, ja que aconsegueix trobar el diamant la pantera rosa i resoldre el cas per si mateix gràcies al seu coneixement de dades com una regla de l'Exèrcit Rus que indica que tots els seus membres han de conèixer la localització d'una part específica del cervell, i un gran coneixement de xinès. Les seves habilitats detectivesques són limitades, però sembla més intel·ligent que el Clouseau de Sellers.

#### The Pink Panther 2(2009)
Quan una sèrie de valuosos objectes històrics són robats pel misteriós lladre El Tornado, Clouseau és enviat a unir-se a un "Dream Team" d'investigadors internacionals per recuperar els objectes, entre els quals es troba La pantera rosa; la pel·lícula acaba amb el casament de Clouseau amb Nicole, la secretària de Dreyfus.

## Filmografia (i actors que van interpretar a Clouseau)

### Peter Sellers
- La Pantera Rosa (1963)
- El nou cas de l'inspector Clouseau (1964)
- La Pantera Rosa torna (1975)
- La Pantera Rosa torna a atacar (1976)
- La venjança de la Pantera Rosa (1978)
- Darrere la pista de la Pantera Rosa (1982)
- La maledicció de la Pantera Rosa (1983)
- El fill de la Pantera Rosa (1993)

### Alan Arkin
- Inspector Clouseau (1968), tercera pel·lícula en ordre cronològic

### Roger Moore
- La maledicció de la Pantera Rosa (1983), cameo

### Steve Martin
- The Pink Panther (2006)
- The Pink Panther 2 (2009)

### Altres pel·lícules
- El fill de la Pantera Rosa (1993), centrada en el fill de Clouseau
- Les aventures del jove Indiana Jones, en l'episodi 'Espionage Escapades' apareix un membre de la Intel·ligència Francesa anomenat Clouseau, amb una personalitat similar.